# Maison Raccolet
La maison Raccolet est un bâtiment du XIXe siècle situé à Moret-Loing-et-Orvanne, en France. Il est inscrit aux monuments historiques depuis 1990.

## Situation et accès
L’édifice est situé au no 15 de la rue Grande, dans le centre-ville de Moret-sur-Loing (commune déléguée de Moret-Loing-et-Orvanne). Plus largement, il se trouve dans le département de Seine-et-Marne, en région Île-de-France.

## Histoire
Il s'agit d'une maison du XIXe siècle sur laquelle le menuisier Pierre Raccolet, compagnon du tour de France, rajoute en 1925 des façades néogothiques en bois. Il devient avec le temps un élément emblématique du patrimoine morétain, attirant les visiteurs de la ville. Au XXIe siècle, elle accueille un salon de thé et une menuiserie avec des propriétaires d'origine irlandaise. Après plusieurs années d'inoccupation, elle est acquise par Jérémy Rognant (également propriétaire du restaurant La Poterne dans la maison Sauvé), qui réhabilite les lieux et en fait la Maison des Arts.

## Statut patrimonial et juridique
L'édifice fait l’objet d’une inscription au titre des monuments historiques par arrêté du 25 juillet 1990, en tant que propriété de la commune.